# Droga ekspresowa S14 (Polska)
Droga ekspresowa S14 – polska droga ekspresowa będąca zachodnią obwodnicą Łodzi oraz obwodnicą Pabianic. Łączy autostradę A2 (węzeł Emilia) z drogą ekspresową S8 (węzeł Róża) biegnąc południkowo po zachodniej stronie Łodzi, Zgierza i Pabianic. Łączna długość ok. 41,1 km. W całości przebiega w województwie łódzkim na obszarze gmin: Zgierz, Aleksandrów, Konstantynów i Pabianice oraz trzech dzielnic Łodzi: Górnej, Polesia i Bałut.
Od kwietnia 2024 roku arteria między węzłami Emilia i Róża ma wspólny przebieg z drogą krajową nr 91.

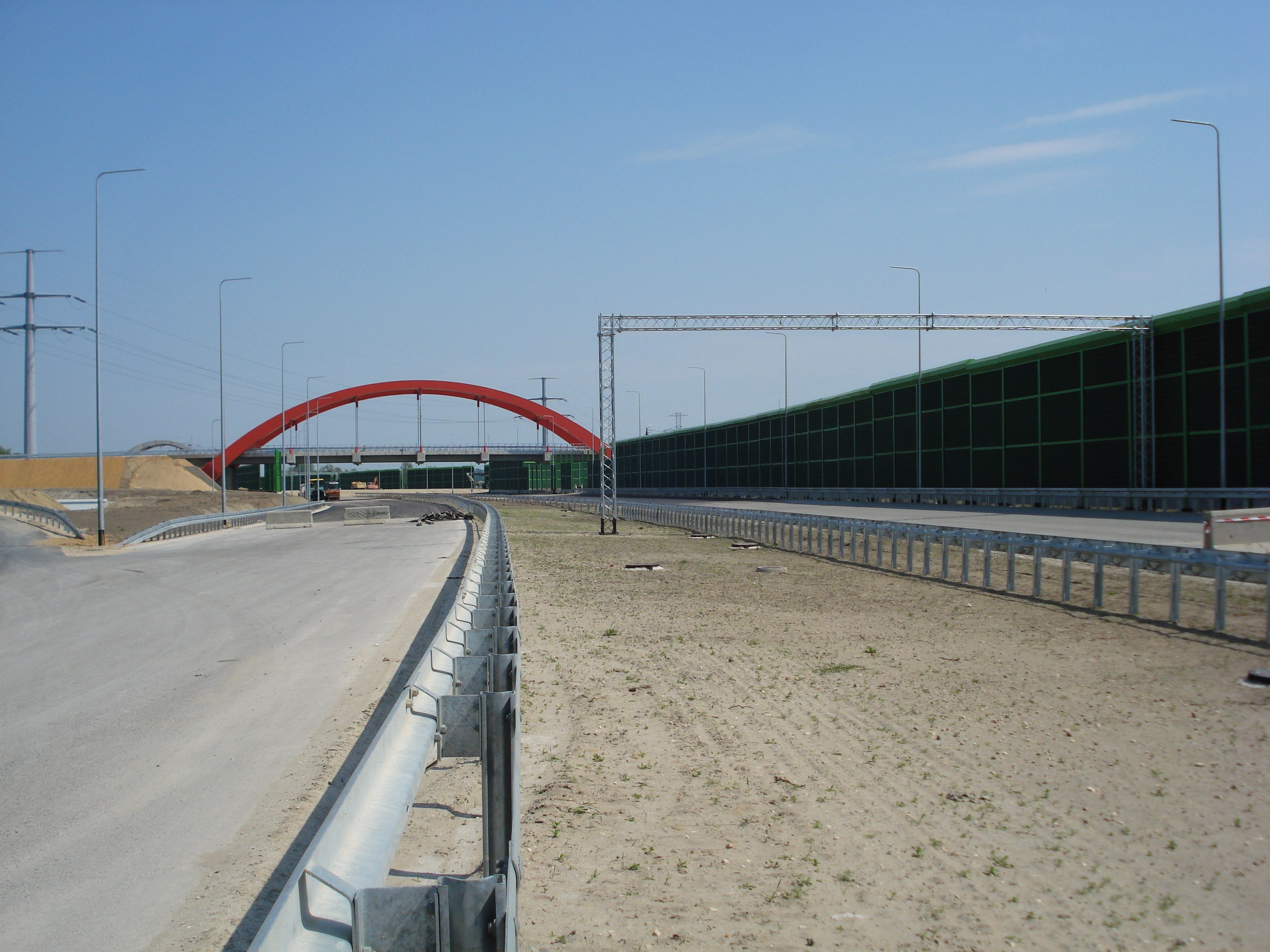
Budowa węzła drogowego Pabianice Północ – maj 2012

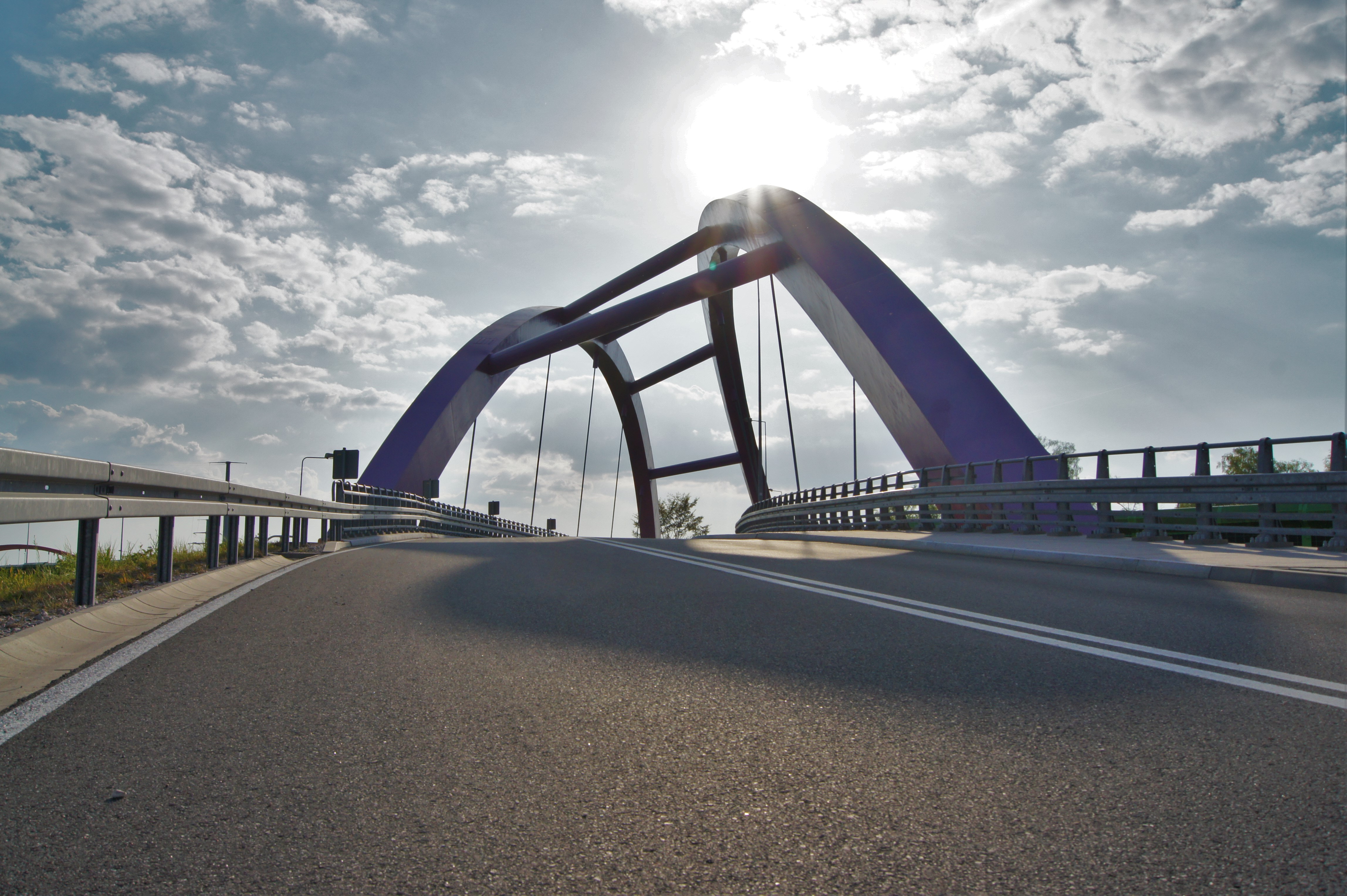
„Błędnik” – wiadukt nad drogą ekspresową S14 w miejscowości Szynkielew

## Istniejące odcinki
- odcinek Szynkielew III – Dobroń o długości 9,6 km
  - 12 lutego 2009 – wydano decyzję o środowiskowych uwarunkowaniach (DŚU)[2],
  - 18 czerwca 2010 – podpisano umowę na budowę, wykonawca: Hermann Kirchner, wartość kontraktu: 514 mln zł,
    - 19 maja 2012 – otwarcie 0,4 km odcinka przyszłej S14 Łódź Lublinek – tymczasowy węzeł Szynkielew III, wraz z odnogą drogi krajowej nr 14 tzw. DK14-Bis (dł. ok. 5,1 km od węzła Łódź Lublinek do IKEA w Łodzi)[3],
    - 13 lipca 2012 – otwarcie odcinka Łódź Lublinek – Dobroń (z DK14).
- odcinek Dobroń – Róża o długości 4,1 km
  - 8 stycznia 2010 – wydano decyzję o środowiskowych uwarunkowaniach (DŚU)[4],
  - 5 października 2011 – podpisano umowę na budowę, wykonawca: Pol-Aqua[5].
  - 11 kwietnia 2014 – oddanie do użytku
- odcinek Łódź-Lublinek – Aleksandrów Łódzki o długości 12,2 km
  - październik 2018 - podpisano umowę na budowę odcinka drogi S14 Aleksandrów Łódzki - Łódź Lublinek, wykonawcy: Budimex S.A. i Strabag Sp. z o.o.
  - 25 czerwca 2022 – oddanie do użytku
- odcinek  Aleksandrów Łódzki – Emilia o długości 16 km
  - 7 lipca 2023 - oddanie do użytku[6][7]

## Przetarg
2 października 2015 roku ogłoszono I etap przetargu na budowę trasy (II etap ogłoszono 01.12.2016 r.). Całość podzielona została na dwa zadania realizacyjne:
- Odcinek I – od węzła Łódź – Lublinek do węzła Łódź Teofilów (z węzłem) 12,2 km,
- Odcinek  II – od węzła Łódź Teofilów do DK 91 w Słowiku (oraz włączenie do węzła Emilia) 16,3 km[9].

21 kwietnia 2017 r. przetarg został unieważniony. 18 maja 2017 skierowano do postępowania przetargowego zadanie optymalizacji projektu budowlanego i budowy drogi.
30 czerwca 2017 ogłoszony został drugi przetarg w systemie projektuj/optymalizuj i buduj.
W lipcu 2023 zostały ogłoszone dwa przetargi na rozbudowę węzła Emilia i budowę łącznika do ul. Szczecińskiej w Łodzi.

## Historia
Trasa po raz pierwszy pojawiła się w sieci autostrad i dróg ekspresowych w 1996 roku, na mocy rozporządzenia Rady Ministrów. Już wtedy miała numer S14, a jej przebieg ustalono jako Zachodnia Obwodnica Łodzi (A2 — A8). Pomimo skrócenia autostrady A8 w 2001 roku do obwodnicy Wrocławia i włączeniu dalszego odcinka do trasy S8 nie zmieniono przebiegu S14. W kolejnych rozporządzeniach pozostawiono zarówno oznaczenie arterii jak i trasę.

### Historia budowy
- Luty 2011 – zatwierdzono, że budowa odcinka 27,2 km od węzła Emilia (z autostradą A2) do węzła Łódź Lublinek rozpocznie się po 2015 roku[15]
- 23 marca 2011 – wydano decyzję o środowiskowych uwarunkowaniach (DŚU)[16],
- 16 grudnia 2011 – ogłoszono przetarg na koncepcję programową, projekt budowlany i wykonawczy, dokumentację przetargową[17],
- 25 stycznia 2012 – otwarcie ofert na projekt drogi[18],
- 25 kwietnia 2012 – ogłoszenie zwycięzcy przetargu na projekt drogi. Jest nim firma Mosty Katowice[19].
- 7 maja 2012 – podpisano umowę z firmą Mosty Katowice na wykonanie koncepcji programowej, projektu budowlanego, projektu wykonawczego i materiałów przetargowych wraz z uzyskaniem zezwolenia na realizację inwestycji drogowej (ZnRID) w ciągu 29 miesięcy (do października 2014)[20].
- 29 września 2014 – firmie Mosty Łódź przedłużono termin wykonania projektu drogi do marca 2015 roku z powodu przedłużającego się wydawania przez Ministerstwo Ochrony Środowiska decyzji zatwierdzających projekt i dokumentację robót geologicznych.
- 14 listopada 2014 – premier Ewa Kopacz poinformowała, że Rada Ministrów zaakceptowała kontrakt terytorialny dla Łodzi na lata 2014–2020, w którym jest zapisana budowa drogi S14
- 14 listopada 2016 - Jerzy Szmit z Ministerstwa Infrastruktury i Budownictwa podczas spotkanie dla prasy, które  odbyło się w pobliżu węzła drogowego Pabianice Północ, podpisał decyzję o przystąpieniu do drugiego etapu przetargu na budowę S14. Planowana data oddania drogi do użytku to rok 2020[21][22].
- 1 grudnia 2016 Generalna Dyrekcja Dróg Krajowych i Autostrad ogłosiła start II etap przetargu. Planowany termin podpisania umowy to połowa 2017. Do II etapu zakwalifikowane zostało:
  - 19 firm i konsorcjów dla odcinka I (od węzła Łódź Lublinek do węzła Łódź Teofilów (z węzłem)),
  - 18 firm i konsorcjów dla odcinka II (od węzła Łódź Teofilów do DK 91 w Słowiku (oraz włączenie do węzła Emilia))[23].
- 21 kwietnia 2017 przetarg został unieważniony
- 30 czerwca 2017 - został ogłoszony drugi przetarg w systemie projektuj/optymalizuj i buduj[24]
- 27 listopada 2017 - otwarcie ofert na projekt i budowę
- 1 sierpnia 2018 - wybrano umowy:
  - I odcinek węzeł Pabianice Północ - węzeł Teofilów wykona konsorcjum firm: Budimex S.A. i Strabag Sp. z o.o.
  - II odcinek węzeł Teofilów - Słowik wykona firma Eurovia Polska S.A.[25]
- październik 2018 - podpisano umowę na budowę odcinka drogi S14 Łódź Teofilów - Łódź Lublinek
- 22 sierpnia 2019 - podpisano umowę na budowę odcinka węzeł Teofilów – Słowik. Wykonawcą została chińska firma Stecol. Inwestycja o wartości 724,1 mln zł ma zostać ukończona do 23 kwietnia 2023 r.[26]
- 22 grudnia 2020 - Podpisano umowę na budowę węzła Łódź Teofilów, Wykonawcami zostały firmy Budimex i Strabag[27].
- 30 maja 2023 - podpisanie Programu Inwestycji przez Ministra Infrastruktury na rozbudowę węzła Emilia[28]
- lipiec 2023 - ogłoszenie dwóch przetargów